# دون روز
دون روز (بالإنجليزية: Don Rose)‏ هو مقدم برامج إذاعية أمريكي، ولد في 5 يوليو 1934 في نورث بلات في الولايات المتحدة، وتوفي في 30 مارس 2005 في كونكورد في الولايات المتحدة بسبب ذات الرئة.